# طه القلعة لي
وهو أبو ياسين طه ابن شاكر بن محمود القلعة لي، وأصله من مدينة الدور شمال سامراء، وكان أديباً، وعالِماً وفقيهاً ورجلاً فاضلاً له منزلة في قلوب الناس، وكان متولياً على جامع (القلعة)، الذي يقع في مبنى وزارة الدفاع القديمة في بغداد، والذي شيّدهُ جدهُ الأقدم الشيخ جلال الدين بن بهاء الدين عند مجيء السلطان العثماني مراد الرابع إلى بغداد عام 1048 هـ/1638م، ولقد أوقف عليه أوقافاً كثيرة، ومنه جاء لقب عائلته (القلعة لي)، وكان الشيخ طه له مجلس حافل يرتاده العلماء والأدباء ورجال الصحافة والإدارة وأرباب الحاجات ويقع المجلس في محلة الميدان، وتولّى مجلسه من بعده إبنه ياسين القلعة لي الذي كان حاكماً في مدينة الحلة، واتصف بالعدل والنزاهة، ومن رجال هذا المجلس الخطاط المعروف محمود الثنائي.

## وفاته
توفي طه في 22 شعبان 1386هـ/5 ديسمبر 1966م، ودفن في مقبرة الخيزران في الأعظمية.